# Diocese de São Carlos
A Diocese de São Carlos (Dioecesis Sancti Caroli in Brasilia) é uma divisão territorial da Igreja Católica no Brasil. Sua sede é o município de São Carlos, no estado de São Paulo.

## História
A Diocese de São Carlos do Pinhal foi criada a 7 de junho de 1908 pelo Papa Pio X através da bula Diocesium Nimiam Amplitudinem desmembrada integralmente da então Diocese de São Paulo. Pela mesma bula foram criadas as Dioceses de Campinas, Botucatu, Ribeirão Preto e Taubaté, e ainda elevada a Arquidiocese e Sede Metropolitana a Capital Paulista, vindo assim a construir a primeira Província Eclesiástica de São Paulo, constituída pelas novas dioceses mencionadas, incluindo a Diocese de Curitiba que, em 1908 abrangia os Estados do Paraná e Santa Catarina. Até então a diocese de São Paulo fazia parte da Província Eclesiástica do Rio de Janeiro. Nesta época a Diocese de São Carlos do Pinhal compreendia todo o território das atuais dioceses de Jaboticabal, São José do Rio Preto, Catanduva, Jales, parte de Piracicaba e parte de Barretos. Em Janeiro 25 de janeiro de 1929 o Papa Pio XI desmembrou da Diocese de São Carlos, as dioceses de Jaboticabal e São José do Rio Preto.
Foi o ano de 1958, o Papa Pio XII elevou 4 novas sedes Metropolitanas, entre as quais Campinas, e desde então São Carlos tornou-se sua sufragânea.
Em 9 de fevereiro de 2000 as dioceses de São Carlos, Jaboticabal e São José do Rio Preto cederam parte de seu território para  a criação da Diocese de Catanduva. Em 7 de março de 2018, o Papa Francisco nomeou o Reverendíssimo Padre Eduardo Malaspina como Bispo Auxiliar da Diocese de São Carlos.
Em 26 de junho de 2024, cede parte de seu território para a ereção da Diocese de Jaú.

## Municípios
A diocese abrange quatorze municípios da região central do estado de São Paulo. São estes: São Carlos, Dourado, Ibaté, Itirapina, Ribeirão Bonito, Araraquara, Gavião Peixoto, Américo Brasiliense, Santa Lúcia, Rincão, Motuca, Matão, Trabiju e Boa Esperança do Sul.

## Dioceses limítrofes
- Norte - Arquidiocese de Ribeirão Preto
- Noroeste - Diocese de Jaboticabal
- Sul - Diocese de Limeira
- Sudoeste - Diocese de Piracicaba
- Sudoeste - Arquidiocese de Botucatu
- Leste - Diocese de São João da Boa Vista
- Oeste - Diocese de Jaú

## Bispos
| #                        | Nome                           | Período    | Notas                                           |
| Bispos                   | Bispos                         | Bispos     | Bispos                                          |
| ------------------------ | ------------------------------ | ---------- | ----------------------------------------------- |
| 8.º                      | Luiz Carlos Dias               | 2021–atual | Bispo Diocesano                                 |
| 7.º                      | Paulo Cezar Costa              | 2016–2020  | Nomeado Arcebispo de Brasília                   |
| 6.º                      | Paulo Sérgio Machado           | 2007–2015  | Bispo emérito, faleceu em Patrocínio-MG em 2024 |
| 5.º                      | Joviano de Lima Júnior, S.S.S. | 1996–2006  | Nomeado Arcebispo de Ribeirão Preto             |
| 4.º                      | Constantino Amstalden          | 1986–1995  | Bispo emérito, faleceu em São Carlos em 1997    |
| 3.º                      | Ruy Serra                      | 1948–1986  | Faleceu em São Carlos em 1986                   |
| 2.º                      | Gastão Liberal Pinto           | 1937–1945  | Faleceu em São Paulo em 1945                    |
| 1.º                      | José Marcondes Homem de Melo   | 1908–1935  | Faleceu em São Paulo em 1937                    |
| Bispos-coadjutores       |                                |            |                                                 |
|                          | Constantino Amstalden          | 1971–1986  |                                                 |
|                          | Gastão Liberal Pinto           | 1934–1937  |                                                 |
| Bispos-auxiliares        |                                |            |                                                 |
|                          | Eduardo Malaspina              | 2018–2022  | Nomeado Bispo de Itapeva                        |
|                          | Sérgio Aparecido Colombo       | 2001–2003  | Nomeado Bispo de Paranavaí                      |
| Administrador apostólico |                                |            |                                                 |
|                          | Airton José dos Santos         | 2015–2016  | Arcebispo de Campinas                           |
|                          | Eduardo Malaspina              | 2020–2021  |                                                 |